# Novinářská křepelka

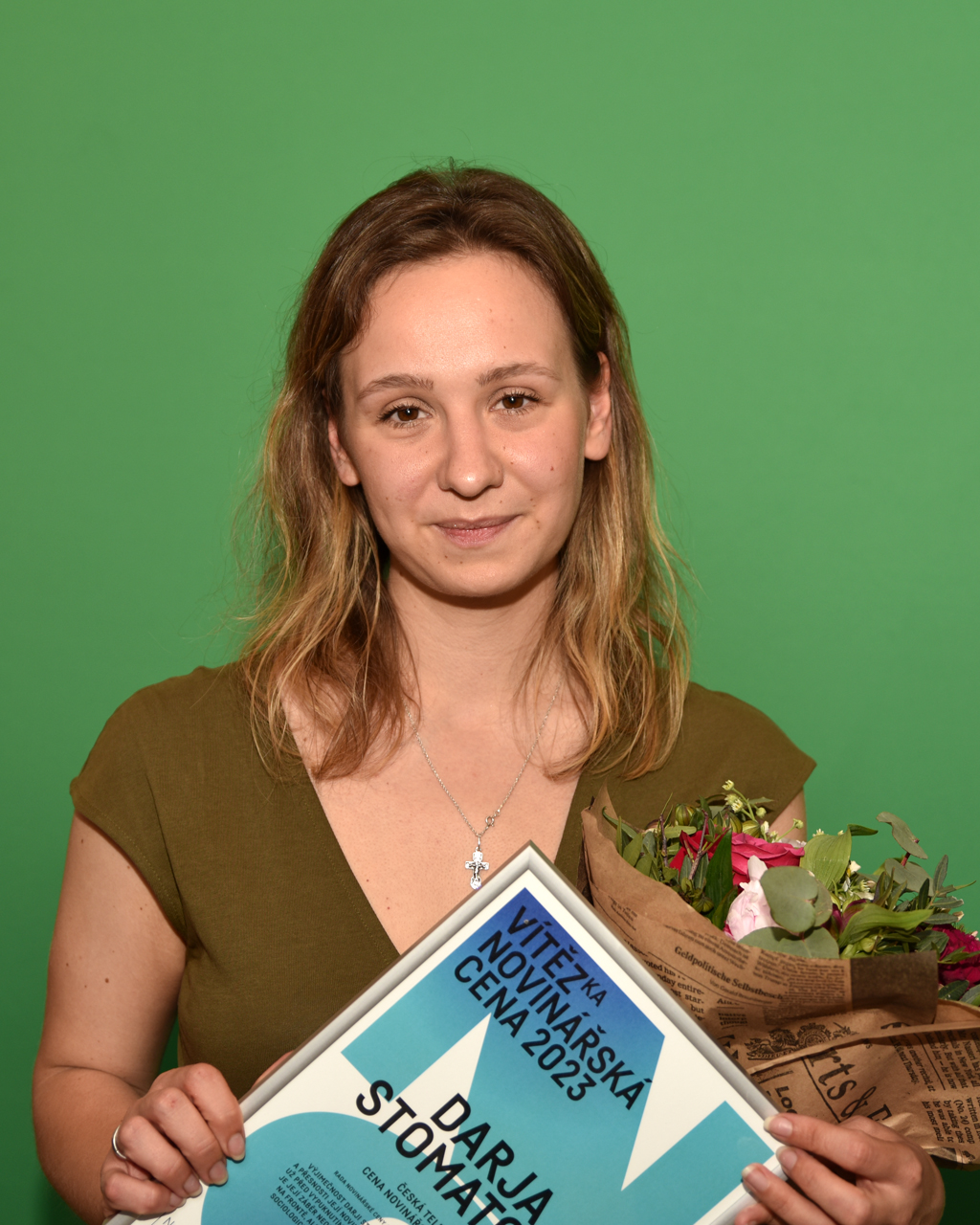
Darja Stomatová s oceněním za rok 2023

Novinářská křepelka je ocenění udělované Českým literárním fondem mladým a perspektivním novinářům do 33 let věku za jejich významný žurnalistický počin. Udělována byla v Havlíčkově Brodě spolu s cenou Karla Havlíčka Borovského. Od roku 2020 jsou Cena Karla Havlíčka Borovského i Cena Novinářská křepelka předávány společně s Nadací OSF. Ocenění jsou vždy předávána zpětně za předchozí rok.
Spolu s oceněním dekorovaní přebírali do ocenění udělovaného za rok 2007 též finanční obnos ve výši 3300 Kč., od roku následujícího již částku ve výši 3333 Kč
Ocenění se v letech 2002 až 2004 předávala během Podzimního knižního trhu Markéty Hejkalové. V letech 2005 až 2019 byly předávány v rámci samostatného programu v měsíci květnu. Od roku 2020 je cena předávána v rámci vyhlášení Novinářských cen.

## Ocenění
| Rok  | Laureát            | Platforma          | Počin | Předáno                                             |
| ---- | ------------------ | ------------------ | --- | --------------------------------------------------- |
|      | Marek Vítek        |                    | | [ 7 ]                                               |
|      | Jefim Fištejn      |                    | | [ 8 ]                                               |
|      | Tereza Brdečková   |                    | | [ 9 ]                                               |
| 1992 | Břetislav Rychlík  |                    | | [ 10 ]                                              |
| 1994 | Martin Mrnka       |                    | | [ 11 ]                                              |
| 1996 | Antonín Zelenka    |                    | | [ 12 ]                                              |
| 1997 | Jiří Peňás         |                    | | [ 13 ] [ 14 ]                                       |
| 1997 | Jolana Voldánová   |                    | | [ 13 ] [ 14 ]                                       |
| 1998 | Robert Záruba      |                    | | [ 15 ] [ 16 ]                                       |
| 1998 | Jiří Kubík         |                    | | [ 15 ] [ 16 ]                                       |
| 1998 | Petra Procházková  |                    | | [ 15 ] [ 16 ]                                       |
| 2000 | Miroslav Balaštík  |                    | | [ 17 ] [ 18 ] [ 19 ]                                |
| 2000 | Jiří Hynek         |                    | | [ 17 ] [ 18 ] [ 19 ]                                |
| 2001 | Martin Jazairi     |                    | | [ 20 ] [ 21 ] [ 22 ] [ 23 ]                         |
| 2001 | Pavel Mandys       |                    | | [ 20 ] [ 21 ] [ 22 ] [ 23 ]                         |
| 2001 | Jana Blažková      |                    | | [ 20 ] [ 21 ] [ 22 ] [ 23 ]                         |
| 2002 | Erik Tabery        |                    | | 24. října 2003                                      |
| 2002 | Václav Moravec     |                    | | 24. října 2003                                      |
| 2002 | Michal Kubal       |                    | Mimořádné ocenění. | 24. října 2003                                      |
| 2002 | Petr Klíma         |                    | Mimořádné ocenění. | 24. října 2003                                      |
| 2003 | Adam Javůrek       |                    | | [ 27 ]                                              |
| 2003 | Radka Marková      |                    | | [ 27 ]                                              |
| 2004 | Petr Vavrouška     |                    | | [ 28 ]                                              |
| 2005 | Luděk Mádl         |                    | | 25. května 2006 ve Staré radnici v Havlíčkově Brodě |
| 2005 | Hana Scharffová    |                    | | 25. května 2006 ve Staré radnici v Havlíčkově Brodě |
| 2006 | Janek Kroupa       |                    | | 24. května 2007                                     |
| 2006 | Jakub Unger        |                    | | 24. května 2007                                     |
| 2007 | Filip Černý        |                    | | 22. května 2008                                     |
| 2007 | Jiří Hošek         |                    | | 22. května 2008                                     |
| 2008 | Lenka Kabrhelová   |                    | | 19. května 2009                                     |
| 2008 | Antonín Bruštík    |                    | | 19. května 2009                                     |
| 2009 | Kateřina Eliášová  |                    | | 10. června 2010                                     |
| 2009 | Tomáš Kohout       |                    | | 10. června 2010                                     |
| 2010 | Nora Fridrichová   |                    | | 26. května 2011                                     |
| 2010 | Ondřej Kundra      |                    | | 26. května 2011                                     |
| 2011 | Marie Valášková    |                    | |                                                     |
| 2011 | Jakub Kalenský     |                    | |                                                     |
| 2012 | Daniela Vrbová     |                    | |                                                     |
| 2012 | Kamil Fila         |                    | |                                                     |
| 2013 | Jan Kaliba         | Český rozhlas      | |                                                     |
| 2013 | Ondřej Koutník     | Lidové noviny      | |                                                     |
| 2014 | Tomáš Brolík       | Respekt            | | 4. června 2015                                      |
| 2014 | Daniel Stach       | Česká televize     | | 4. června 2015                                      |
| 2015 | Do Thu Trang       | Blog               | | 26. května 2016 v Havlíčkově Brodě                  |
| 2015 | Filip Horký        | DVTV               | | 26. května 2016 v Havlíčkově Brodě                  |
| 2015 | Filip Horký        | Česká televize     | | 26. května 2016 v Havlíčkově Brodě                  |
| 2016 | Lukáš Prchal       | Aktuálně.cz        | | 17. května 2017 v Havlíčkově Brodě                  |
| 2016 | Lukáš Senft        | Deník Referendum   | | 17. května 2017 v Havlíčkově Brodě                  |
| 2017 | Kristýna Novotná   | iROZHLAS           | Za pokrývání domácí politické scény.                                                                                      | 24. května 2018 v Havlíčkově Brodě                  |
| 2017 | Jakub Zelenka      | Aktuálně.cz        | Za investigativní nasazení v oblasti dezinformací a fake news.                                                            | 24. května 2018 v Havlíčkově Brodě                  |
| 2017 | Jakub Zelenka      | Hospodářské noviny | Za investigativní nasazení v oblasti dezinformací a fake news.                                                            | 24. května 2018 v Havlíčkově Brodě                  |
| 2018 | Andrea Procházková | Respekt            | | 24. května 2019 v Havlíčkově Brodě                  |
| 2018 | Janek Rubeš        | Seznam Zprávy      | | 24. května 2019 v Havlíčkově Brodě                  |
| 2019 | Lukáš Valášek      | Aktuálně.cz        | Za články o záměru financování Univerzity Karlovy investiční skupinou PPF a o snahách o rozšiřování sféry čínského vlivu. | 17. června 2020 v Praze                             |
| 2020 | Apolena Rychlíková | A2larm.cz          | | 18. června 2021 v prostoru Azyl78                   |
| 2021 | Vojtěch Boháč      | Voxpot             | | 23. června 2022 v prostoru Jatka78                  |
| 2022 | Jan Cibulka        | iROZHLAS           | | 3. května 2023 v prostoru Jatka78                   |
| 2023 | Darja Stomatová    | Česká televize     | Za rozsah, hloubku a přesnost své novinářské práce.                                                                       | 6. května 2024                                      |
| 2024 | Zdislava Pokorná   | Deník N            | Za originální přístup, systematičnost a cílevědomost.                                                                     | 13. května 2025                                     |